# Pryskyřník horský
Pryskyřník horský (Ranunculus montanus) je druh rostliny z čeledi pryskyřníkovité (Ranunculaceae).

## Popis
Jedná se o vytrvalou rostlinu dorůstající nejčastěji výšky 10–30 (zřídka až 50) cm s krátkým lysým oddenkem. Lodyha je přímá. Listy jsou střídavé, přízemní jsou dlouze řapíkaté, lodyžní jsou s kratšími řapíky až přisedlé. Čepele přízemních listů jsou zpravidla na obrysu okrouhlá, lesklá, nejčastěji trojdílná (členěná do 2/3 až 5/6) s nepříliš hluboko členěnými úkrojky. Lodyžní listy jsou pěti až sedmidílné, lysé nebo jen roztroušeně chlupaté, v létě a na podzim v průměru s 1–8 chlupy na mm². Úkrojek lodyžního listu asi uprostřed nejširší, eliptický až úzce kopinatý, méně než 7x delší než široký. Květy jsou žluté, asi 2,5–3,5 cm v průměru. Kališních lístků je 5, vně chlupaté. Korunní lístky jsou žluté. Kvete v dubnu až v srpnu, řidčeji až v září. Plodem je nažka, na vrcholu zakončená krátkým zobánkem (cca 1/3 až 1/6 délky nažky. Nažky jsou uspořádány do souplodí. Počet chromozomů je 2n=32.

## Rozšíření
Pryskyřník horský je rozšířen převážně a s jistotou ve východních a centrálních Alpách, možná i jinde, ale některé údaje se mohou vztahovat k příbuzným druhům okruhu. Většinou vyhledává vápnité substráty a vyskytuje se v montánním až alpínském stupni. V České republice neroste. Na Slovensku v Karpatech rostou příbuzné druhy.